# Denis Chabroullet
Denis Chabroullet (* 17. Juli 1953 in Paris) ist ein französischer Regisseur und Autor und leitet das Théatre de la Mezzanine in Lieusaint bei Paris.
Nach chaotischer Schullaufbahn an kommunalen und klerikalen Schulen, mit großer Faszination für den Sport, vor allem die Tour de France und die Wettkämpfe zwischen Jacques Anquetil und Raymond Poulidor, gründete er in den 1970er Jahren die Bigband Clic. 1978 formierte er mit anderen die erste Theatertruppe Théâtre du Hangar. Die Truppe ging in Frankreich und Spanien auf Tournee.
1979 gründete er mit Sophie Charvet und Roselyne Bonnet des Tuves das Théâtre de la Mezzanine. Nach anfänglichen Versuchen mit Textmontagen entwickelte Chabroullet ein Theater ohne Worte.

## Veröffentlichungen
- Denis Chabroullet: Tragédiennes de l’amour. ISBN 9782355161223, 52 Seiten
- Denis Chabroullet; Claudia Campanella: Bouche à bouche. ISBN 2915695822, 68 Seiten
- Denis Chabroullet; Michel Lagarde (Fotos): Côte d’Azur. ISBN 978-2-35516-072-1, 40 Seiten
- Denis Chabroullet: dossier biographique. Verlag: [S.l. : s.n.], 1997–2005.